# اسکات براون (بازیکن فوتبال، زاده ژوئن ۱۹۸۵)
اسکات براون (انگلیسی: Scott Brown؛ زادهٔ ۲۵ ژوئن ۱۹۸۵) بازیکن فوتبال اهل بریتانیا است.
از باشگاه‌هایی که در آن بازی کرده‌است می‌توان به هیبرنین و سلتیک اشاره کرد.
وی همچنین در تیم ملی فوتبال اسکاتلند بازی کرده‌است.